# El club de los muertos
El club de los muertos (Club Dead) es el tercer libro de la saga "The Southern Vampire Mysteries", de Charlaine Harris. En esta historia la autora nos presenta a Sookie Stackhouse, una joven camarera con telepatía, que vive en un pueblo ficticio de Luisiana llamado Bon Temps.
En este tercer libro Bill Compton es secuestrado y Sookie con la ayuda de un hombre lobo llamado Alcide Herveaux comienza la búsqueda de su novio. Alcide, junto con Eric y Bubba, rescatan a Bill, para enterarse luego de que él le era infiel con Lorena (su creadora).

## Personajes

### Personajes principales
- Sookie Stackhouse
- Bill Compton
- Eric Northman

### Personajes recurrentes
- Alcide Herveaux (hombre lobo), lleva a Sookie a Jackson (Misisipi) para buscar a Bill.
- Bubba (vampiro), ayuda a Sookie en varias ocasiones de peligro.
- Debbie Pelt (cambiante), exnovia de Alcide.
- Pam (vampiro), es la segunda al mando de Eric.
- Russell Edgingon (vampiro), rey de Misisipi.
- Tara Thornton (humana), amiga de Sookie. Estaba en el Club Dead con Franklin Mott.

### Personajes no recurrentes
- Betty Joe Pickard (vampira), es la segunda al mando de Russell Edgington. Es casi estacada en el club.
- Franklin Mott (vampiro), compañero de Tara.
- Jerry Falcon (hombre lobo), era miembro en una banda de lobos. Fue encontrado muerto en el armario de la casa de Alcide.
- Lorena (vampira), creadora de Bill, capturó a Bill para robarle el proyecto que él realizaba para la reina de Luisiana. Sookie la mata cuando rescata a Bill.
- Terrence (hombre lobo).